# Peristerona Pigi
Peristerona Pigi o Pigi-Peristerona o Peristeronopigi (in greco Περιστερωνοπηγή?; in turco Alaniçi) è un villaggio di Cipro. Il villaggio si trova de facto nel distretto di Gazimağusa della Repubblica Turca di Cipro del Nord, mentre de iure appartiene al distretto di Famagosta della Repubblica di Cipro. Prima del 1974 i due villaggi che lo costituivano avevano popolazione greco-cipriota.
Nel 2011, aveva una popolazione di 860 persone. 

## Geografia fisica
Pigi Peristerona, o Peristerona Piyi, si trova tra Lefkoniko e Prastio, 6 km a sud della prima, nella pianura della Messaria. Peristerona Pigi consiste di due villaggi, cioè Peristerona e Pigi.

## Origini del nome
Peristerona, situata a sud, significa "villaggio dei piccioni" in greco. A Cipro ci sono quattro villaggi con questo nome. Pigi invece significa "pozzo d'acqua" ed è situato a nord. Nel 1975, i turco-ciprioti  hanno cambiato il nome di Peristerona in Alaniçi, dal villaggio da cui proviene la maggior parte dei suoi attuali abitanti. Alaniçi è il nome alternativo turco del villaggio di Klavdia, situato nel distretto di Larnaca.

## Società

### Evoluzione demografica
Pigi Peristerona  fino al 1958 era un villaggio misto. Nel censimento ottomano del 1831, i musulmani (cioè i turco-ciprioti) costituivano quasi il 37% della popolazione. Circa dieci anni dopo l'inizio del dominio coloniale britannico a Cipro, questo numero scese al 31%.  Nella prima metà del novecento la popolazione turco-cipriota continuò a calare, mentre quella greco-cipriota continuò a crescere. Nel 1946, alla fine della seconda guerra mondiale, i turco-ciprioti costituivano solo l'8% della popolazione del villaggio. Nel 1960 non c'erano turco-ciprioti che vivevano a Peristerona Pigi.
A causa delle lotte intercomunitarie degli anni cinquanta, tutti i circa 200 turco-ciprioti furono sfollati dal vicino villaggio nel 1958 e si rifugiarono nel villaggio di Maratha e nella città di Famagosta. Nessuno tornò al villaggio nel 1960, quando Cipro proclamo' l'indipendenza. I turco-ciprioti del villaggio rimasero a Maratha e anche a Famagosta fino alla fine del 1974, quando alcuni ritornarono a Pigi Peristerona mentre il resto si stabilì permanentemente a Nicosia e Famagosta.
Il secondo spostamento ebbe luogo nel 1974, quando tutti i greco-ciprioti di Pigi Peristerona fuggirono dall'esercito turco che avanzava. Attualmente i greco-ciprioti di Pigi Peristerona sono sparsi in tutto il sud dell'isola, soprattutto nelle città. Il numero dei ciprioti di etnia greca sfollati nel 1974 era di circa 1.700.
Oltre ai turco-ciprioti originari di Pigi Peristerona che ritornarono nel 1974 e 1975, vivono nel villaggio turco-ciprioti sfollati dal sud dell'isola, principalmente dall'area di Larnaca, soprattutto dal villaggio di Klavdia. Negli anni '70  si sono anche stabiliti nel villaggio parecchi cittadini turchi. Nel censimento turco del 1996, 163 dei 719 residenti turco-ciprioti del villaggio hanno indicato come luogo di nascita la Turchia. Il censimento turco-cipriota del 2006 ha registrato 863 abitanti de jure residenti nel villaggio.